# Городок (Виноградовский район)
Городок — деревня в Виноградовском районе Архангельской области России. Часть села Борок.

## География
Деревня Городок находится на правом берегу северного рукава реки Тёда (приток Северной Двины). К югу от деревни находится озеро Исток. Напротив Городка, на левом берегу Северной Двины, находится деревня Сельцо Заостровского сельского поселения.
Через северо-восточную часть Городка деревушку Степановская проходит автодорога Усть-Ваеньга — Осиново — Шиленьга — Корбала — Ростовское — Конецгорье — Рочегда — Кургомень — Топса — Сергеевская — Сельменьга — Городок— Скобели  — Фалюки.

## История
Деревня Городок входила в состав Бо́рецкой волости Шенкурского уезда. В 1924 году деревня вошла в состав Кургоминской волости.  Часть села Борок. С 2004 года по 2021 год входила в состав Бо́рецкого сельского поселения с центром в посёлке Сельменьга. Хотя, первоначально, планировалось включить её в состав Бо́рецкого сельского поселения с центром в деревне Гридинская.

## Население
| 2002 | 2010 | 2012 |
| ---- | ---- | ---- |
| 83   | ↘41  | ↗50  |

Численность населения деревни, по данным Всероссийской переписи населения 2010 года, составляла 41 человек. В 2009 году в деревне числилось 76 человек.

### Карты
- Топографическая карта P-38-51,52. (Лист Сергеевская)
- Городок на Wikimapia Архивировано 25 августа 2011 года.
- Городок. Публичная кадастровая карта
- Топографическая карта P-38-052-A,B
- Топографическая карта P-38-052-C,D